# Lista de chefes de Estado e de governo atuais
Esta é uma lista de chefes de estado e de de governo que estão no poder atualmente.
Em cada Estado soberano, especialmente em estados com sistemas parlamentares, o chefe de Estado e o de governo são normalmente ocupados por pessoas diferentes, ao passo que em sistemas presidencialistas, uma pessoa ocupa ambas as chefias. Alguns Estados, contudo, têm sistemas semipresidencialistas, onde o papel de chefe de governo é, por vezes, exercido quer pelo chefe de Estado quer pelo de governo. Em sistemas de partido único, o líder do partido no poder (ou seja, o secretário-geral) é geralmente o líder máximo de fato do estado, embora às vezes esse líder também ocupe a presidência ou o cargo de primeiro-ministro.

## Estados reconhecidos pelas Nações Unidas
Legenda:
- Células a amarelo indicam líderes cujos cargos administram constitucionalmente o poder executivo de seu respectivo estado/governo.
- Células a azul indicam líderes de facto do poder executivo cujos cargos carecem de poder constitucional de jure.
- Nomes com tamanho de letra diminuído denotam líderes interinos, transitórios ou temporários ou representantes de outros líderes

Outras notas e exceções são apresentadas na secção de Referências abaixo.
| Estado                          | Chefe de estado | Chefe de estado | Chefe de governo | Chefe de governo                                                                                 |
| ------------------------------- | --- | --- | --- | ------------------------------------------------------------------------------------------------ |
| Afeganistão                     | | Emir e Comandante dos Fiéis Hibatullah Akhundzada | | Primeiro-ministro interino Hasan Akhund                                                          |
| África do Sul                   | | Presidente Cyril Ramaphosa | Presidente Cyril Ramaphosa | Presidente Cyril Ramaphosa                                                                       |
| Albânia                         | | Presidente Bajram Begaj | | Primeiro-ministro Edi Rama                                                                       |
| Alemanha                        | | Presidente-federal Frank-Walter Steinmeier | | Chanceler-federal Friedrich Merz                                                                 |
| Andorra                         | | Copríncipe episcopal Arcebispo Joan Enric Vives Sicília Representante do Copríncipe Eduard Ibáñez | | Chefe de governo Xavier Espot Zamora                                                             |
| Andorra                         | Copríncipe francês Emmanuel Macron Representante do Copríncipe Patrice Faure | | | Chefe de governo Xavier Espot Zamora                                                             |
| Angola                          | | Presidente João Lourenço | Presidente João Lourenço | Presidente João Lourenço                                                                         |
| Antígua e Barbuda               | | Rei Carlos III Governador-geral Sir Rodney Williams | | Primeiro-ministro Gaston Browne                                                                  |
| Arábia Saudita                  | | Rei Salman | | Primeiro-ministro Príncipe Mohammad bin Salman                                                   |
| Argélia                         | | Presidente Abdelmadjid Tebboune | | Primeiro-ministro Nadir Larbaoui                                                                 |
| Argentina                       | | Presidente Javier Milei | Presidente Javier Milei | Presidente Javier Milei                                                                          |
| Armênia                         | | Presidente Vahagn Khachaturyan | | Primeiro-ministro Nikol Pashinyan                                                                |
| Austrália                       | | Rei Carlos III Governadora-geral Sam Mostyn | | Primeiro-ministro Anthony Albanese                                                               |
| Áustria                         | | Presidente Federal Alexander van der Bellen | | Chanceler Christian Stocker                                                                      |
| Azerbaijão                      | | Presidente Ilham Aliyev | | Primeiro-ministro Ali Asadov                                                                     |
| Bahamas                         | | Rei Carlos III Governador-geral Sir Cornelius A. Smith | | Primeiro-ministro Philip Davis                                                                   |
| Bangladesh                      | | Presidente Shahabuddin Chuppu | | Conselheiro- Chefe Muhammad Yunus                                                                |
| Barbados                        | | Presidente Dame Sandra Mason | | Primeira-ministra Mia Mottley                                                                    |
| Barém                           | | Rei Xeique Hamad bin Isa al-Khalifa | | Primeiro-ministro Príncipe Salman al-Khalifa                                                     |
| Bélgica                         | | Rei Filipe | | Primeiro-ministro Bart De Wever                                                                  |
| Belize                          | | Rei Carlos III Governadora-geral Dame Froyla Tzalam | | Primeiro-ministro Johnny Briceño                                                                 |
| Benim                           | | Presidente Patrice Talon | Presidente Patrice Talon | Presidente Patrice Talon                                                                         |
| Bielorrússia                    | | Presidente Aleksandr Lukashenko | | Primeiro-ministro Aleksandr Turchin                                                              |
| Bolívia                         | | Presidente Luis Arce | Presidente Luis Arce | Presidente Luis Arce                                                                             |
| Bósnia e Herzegovina            | | Alto Representante Christian Schmidt | Alto Representante Christian Schmidt | Alto Representante Christian Schmidt                                                             |
| Bósnia e Herzegovina            | | Presidência da Bósnia e Herzegovina Željka Cvijanović, Denis Bećirović e Željko Komšić | | Presidente do Conselho de Ministros Borjana Krišto                                               |
| Botswana                        | | Presidente Duma Boko | Presidente Duma Boko | Presidente Duma Boko                                                                             |
| Brasil                          | | Presidente Luiz Inácio Lula da Silva | Presidente Luiz Inácio Lula da Silva | Presidente Luiz Inácio Lula da Silva                                                             |
| Brunei                          | | Sultão e Primeiro-ministro Hassanal Bolkiah | Sultão e Primeiro-ministro Hassanal Bolkiah | Sultão e Primeiro-ministro Hassanal Bolkiah                                                      |
| Bulgária                        | | Presidente Rumen Radev | | Primeiro-ministro Rosen Zhelyazkov                                                               |
| Burquina Fasso                  | | Presidente-interino Ibrahim Traoré | | Primeiro-ministro-interino Jean Emmanuel Ouédraogo                                               |
| Burundi                         | | Presidente Évariste Ndayishimiye | | Primeiro-ministro Gervais Ndirakobuca                                                            |
| Butão                           | | Rei Dragão Jigme Khesar Namgyal | | Primeiro-ministro Tshering Tobgay                                                                |
| Cabo Verde                      | | Presidente José Maria Neves | | Primeiro-ministro Ulisses Correia e Silva                                                        |
| Camarões                        | | Presidente Paul Biya | | Primeiro-ministro Joseph Ngute                                                                   |
| Camboja                         | | Presidente do Partido Popular do Camboja Hun Sen | Presidente do Partido Popular do Camboja Hun Sen | Presidente do Partido Popular do Camboja Hun Sen                                                 |
| Camboja                         | | Rei Norodom Sihamoni | | Primeiro-ministro Hun Manet                                                                      |
| Canadá                          | | Rei Carlos III Governadora-geral Mary Simon | | Primeiro-ministro Mark Carney                                                                    |
| Catar                           | | Emir Xeique Tamim bin Hamad | | Primeiro-ministro Xeique Mohammed Al Thani                                                       |
| Cazaquistão                     | | Presidente Kassym-Jomart Tokayev | | Primeiro-ministro Oljas Bektenov                                                                 |
| Centro-Africana, República      | | Presidente Faustin-Archange Touadéra | | Primeiro-ministro Félix Moloua                                                                   |
| Chade                           | | Presidente Mahamat Déby Itno | | Primeiro-ministro Allamaye Halina                                                                |
| Chile                           | | Presidente Gabriel Boric | Presidente Gabriel Boric | Presidente Gabriel Boric                                                                         |
| Chéquia                         | | Presidente Petr Pavel | | Presidente do Governo Petr Fiala                                                                 |
| China                           | | Secretário-geral do Partido Comunista e Presidente Xi Jinping | | Premiê do Conselho de Estado Li Qiang                                                            |
| Chipre                          | | Presidente Nikos Christodoulides | Presidente Nikos Christodoulides | Presidente Nikos Christodoulides                                                                 |
| Colômbia                        | | Presidente Gustavo Petro | Presidente Gustavo Petro | Presidente Gustavo Petro                                                                         |
| Comores                         | | Presidente Azali Assoumani | Presidente Azali Assoumani | Presidente Azali Assoumani                                                                       |
| Congo, República do             | | Presidente Denis Sassou Nguesso | | Primeiro-ministro Anatole Collinet Makosso                                                       |
| Congo, República Democrática do | | Presidente Félix Tshisekedi | | Primeira-ministra Judith Tuluka                                                                  |
| Coreia do Norte                 | | Secretário-Geral do Partido dos Trabalhadores e Presidente da Comissão de Assuntos de Estado Kim Jong-un Presidente da Assembleia Popular Suprema Choe Ryong-hae                                                                                      | | Prêmier do Gabinete Kim Tok-hun                                                                  |
| Coreia do Sul                   | | Presidente Lee Jae-myung | | Primeiro-ministro Kim Min-seok                                                                   |
| Costa do Marfim                 | | Presidente Alassane Ouattara | | Primeiro-ministro Robert Beugré Mambé                                                            |
| Costa Rica                      | | Presidente Rodrigo Chaves | Presidente Rodrigo Chaves | Presidente Rodrigo Chaves                                                                        |
| Croácia                         | | Presidente Zoran Milanović | | Presidente do Governo Andrej Plenković                                                           |
| Cuba                            | | Primeiro-Secretário do Partido Comunista e Presidente Miguel Díaz-Canel | | Primeiro-ministro Manuel Marrero Cruz                                                            |
| Dinamarca                       | | Rei da Dinamarca Frederico X da Dinamarca | | Ministra de Estado Mette Frederiksen                                                             |
| Djibuti                         | | Presidente Ismaïl Omar Guelleh | | Primeiro-ministro Abdoulkader Kamil Mohamed                                                      |
| Dominica                        | | Presidente Sylvanie Burton | | Primeiro-ministro Roosevelt Skerrit                                                              |
| República Dominicana            | | Presidente Luis Abinader | Presidente Luis Abinader | Presidente Luis Abinader                                                                         |
| Egito                           | | Presidente Abdel Fattah el-Sisi | | Presidente do Conselho de Ministros Moustafa Madbouly                                            |
| Emirados Árabes Unidos          | | Presidente Xeique Maomé bin Zayed Al Nahyan | | Presidente do Conselho de Ministros Xeique Mohammed bin Rashid Al Maktoum                        |
| Equador                         | | Presidente Daniel Noboa | Presidente Daniel Noboa | Presidente Daniel Noboa                                                                          |
| Eritreia                        | | Presidente da República e Presidente da Frente Popular pela Democracia e Justiça Isaias Afewerki | Presidente da República e Presidente da Frente Popular pela Democracia e Justiça Isaias Afewerki | Presidente da República e Presidente da Frente Popular pela Democracia e Justiça Isaias Afewerki |
| Eslováquia                      | | Presidente Peter Pellegrini | | Presidente do Governo Robert Fico                                                                |
| El Salvador                     | | Presidente Nayib Bukele | Presidente Nayib Bukele | Presidente Nayib Bukele                                                                          |
| Eslovênia                       | | Presidente Nataša Pirc Musar | | Presidente do Governo Robert Golob                                                               |
| Espanha                         | | Rei Filipe VI | | Presidente do Governo Pedro Sánchez                                                              |
| Essuatíni                       | | Rei Mswati III | | Primeiro-Ministro Russell Dlamini                                                                |
| Essuatíni                       | Rainha-mãe Ntfombi | | | Primeiro-Ministro Russell Dlamini                                                                |
| Estados Unidos                  | | Presidente Donald Trump | Presidente Donald Trump | Presidente Donald Trump                                                                          |
| Estónia                         | | Presidente Alar Karis | | Primeiro-Ministro Kristen Michal                                                                 |
| Etiópia                         | | Presidente Taye Atske Selassie | | Primeiro-ministro Abiy Ahmed                                                                     |
| Fiji                            | | Presidente Ratu Naiqama Lalabalavu | | Primeiro-ministro Sitiveni Rabuka                                                                |
| Filipinas                       | | Presidente Bongbong Marcos | Presidente Bongbong Marcos | Presidente Bongbong Marcos                                                                       |
| Finlândia                       | | Presidente Alexander Stubb | | Primeiro-ministro Petteri Orpo                                                                   |
| França                          | | Presidente Emmanuel Macron | | Primeiro-ministro François Bayrou                                                                |
| Gabão                           | | Presidente Brice Oligui | | Primeiro-ministro Raymond Ndong Sima                                                             |
| Gâmbia                          | | Presidente Adama Barrow | Presidente Adama Barrow | Presidente Adama Barrow                                                                          |
| Gana                            | | Presidente John Mahama | Presidente John Mahama | Presidente John Mahama                                                                           |
| Geórgia                         | | Presidente Honorário do Sonho Georgiano-Geórgia Democrática Bidzina Ivanishvili | Presidente Honorário do Sonho Georgiano-Geórgia Democrática Bidzina Ivanishvili | Presidente Honorário do Sonho Georgiano-Geórgia Democrática Bidzina Ivanishvili                  |
| Geórgia                         | | Presidente Mikheil Kavelashvili | | Primeiro-Ministro Irakli Kobakhidze                                                              |
| Granada                         | | Rei Carlos III Governadora-geral Dame Cécile La Grenade | | Primeiro-ministro Dickon Mitchell                                                                |
| Grécia                          | | Presidente Konstantinos Tasoulas | | Primeiro-ministro Kyriákos Mitsotákis                                                            |
| Guatemala                       | | Presidente Bernardo Arévalo | Presidente Bernardo Arévalo | Presidente Bernardo Arévalo                                                                      |
| Guiana                          | | Presidente Irfaan Ali | | Primeiro-ministro Mark Phillips                                                                  |
| Guiné                           | | Presidente interino Mamady Doumbouya | | Primeiro-Ministro Bah Oury                                                                       |
| Guiné-Bissau                    | | Presidente Umaro Sissoco Embaló | | Primeiro-ministro Rui Duarte de Barros                                                           |
| Guiné Equatorial                | | Presidente Teodoro Obiang | | Primeiro-ministro Manuel Osa Nsue Nsua                                                           |
| Haiti                           | Conselho Presidencial de Transição Fritz Jean (presidente) Edgard Leblanc Fils, Leslie Voltaire, Smith Augustin, Laurent Saint-Cyr, Emmanuel Vertilaire, Smith Augustin, Louis Gérald Gilles, Frinel Joseph (observador), Régine Abraham (observador) | Conselho Presidencial de Transição Fritz Jean (presidente) Edgard Leblanc Fils, Leslie Voltaire, Smith Augustin, Laurent Saint-Cyr, Emmanuel Vertilaire, Smith Augustin, Louis Gérald Gilles, Frinel Joseph (observador), Régine Abraham (observador) | Conselho Presidencial de Transição Fritz Jean (presidente) Edgard Leblanc Fils, Leslie Voltaire, Smith Augustin, Laurent Saint-Cyr, Emmanuel Vertilaire, Smith Augustin, Louis Gérald Gilles, Frinel Joseph (observador), Régine Abraham (observador) | Primeiro-ministro interino Alix Didier Fils-Aimé                                                 |
| Honduras                        | | Presidente Xiomara Castro | Presidente Xiomara Castro | Presidente Xiomara Castro                                                                        |
| Hungria                         | | Presidente Tamás Sulyok | | Primeiro-ministro Viktor Orbán                                                                   |
| Iêmen                           | | Presidente do Conselho de Liderança Presidencial Rashad al-Alimi | | Presidente do Conselho de Ministros Salem Saleh bin Braik                                        |
| Ilhas Marshall                  | | Presidente Hilda Heine | Presidente Hilda Heine | Presidente Hilda Heine                                                                           |
| Ilhas Salomão                   | | Rei Carlos III Governador-geral Sir David Tiva Kapu | | Primeiro-ministro Jeremiah Manele                                                                |
| Índia                           | | Presidente Draupadi Murmu | | Primeiro-ministro Narendra Modi                                                                  |
| Indonésia                       | | Presidente Prabowo Subianto | Presidente Prabowo Subianto | Presidente Prabowo Subianto                                                                      |
| Irão                            | | Líder Supremo Aiatolá Ali Khamenei | | Presidente Masoud Pezeshkian                                                                     |
| Iraque                          | | Presidente Abdul Latif Rashid | | Primeiro-ministro Mohammed Shia' Al Sudani                                                       |
| Irlanda                         | | Presidente Michael D. Higgins | | Taoiseach Micheál Martin                                                                         |
| Islândia                        | | Presidente Halla Tómasdóttir | | Primeira-ministra Kristrún Frostadóttir                                                          |
| Israel                          | | Presidente Isaac Herzog | | Primeiro-ministro Benjamin Netanyahu                                                             |
| Itália                          | | Presidente Sergio Mattarella | | Presidente do Conselho de Ministros Giorgia Meloni                                               |
| Jamaica                         | | Rei Carlos III Governador-geral Sir Patrick Allen | | Primeiro-ministro Andrew Holness                                                                 |
| Japão                           | | Imperador Naruhito | | Ministro da Administração Compreensiva do Gabinete Shigeru Ishiba                                |
| Jordânia                        | | Rei Abdullah II | | Primeiro-ministro Jafar Hassan                                                                   |
| Kuwait                          | | Emir Mishal Al-Ahmad Al-Jaber Al-Sabah | | Primeiro-ministro Ahmad Al-Abdullah Al-Sabah                                                     |
| Laos                            | | Secretário-geral do Partido Popular Revolucionário e Presidente Thongloun Sisoulith | | Primeiro-ministro Sonexay Siphandone                                                             |
| Lesoto                          | | Rei Letsie III | | Primeiro-ministro Sam Matekane                                                                   |
| Letónia                         | | Presidente Edgars Rinkēvičs | | Ministra-presidente Evika Siliņa                                                                 |
| Líbano                          | | Presidente Joseph Aoun | | Primeiro-ministro Nawaf Salam                                                                    |
| Libéria                         | | Presidente Joseph Boakai | Presidente Joseph Boakai | Presidente Joseph Boakai                                                                         |
| Líbia                           | | Presidente do Conselho Presidencial Mohamed al-Menfi | | Primeiro-ministro Abdul Hamid al-Dabaib                                                          |
| Liechtenstein                   | | Príncipe-soberano João Adão II | | Chefe do Governo Brigitte Haas                                                                   |
| Liechtenstein                   | Príncipe-regente Aloísio | | | Chefe do Governo Brigitte Haas                                                                   |
| Lituânia                        | 70x | Presidente Gitanas Nausėda | | Primeiro-ministro interino Rimantas Šadžius                                                      |
| Luxemburgo                      | | Grão-duque Henrique | | Primeiro-ministro Luc Frieden                                                                    |
| Macedônia do Norte              | | Presidente Gordana Siljanovska-Davkova | | Presidente do Governo Hristijan Mickoski                                                         |
| Madagáscar                      | | Presidente Andry Rajoelina | | Primeiro-ministro Christian Ntsay                                                                |
| Malásia                         | | Yang di-Pertuan Agong Ibrahim Ismail de Johor | | Primeiro-ministro Anwar Ibrahim                                                                  |
| Malawi                          | | Presidente Lazarus Chakwera | Presidente Lazarus Chakwera | Presidente Lazarus Chakwera                                                                      |
| Maldivas                        | | Presidente Mohamed Muizzu | Presidente Mohamed Muizzu | Presidente Mohamed Muizzu                                                                        |
| Mali                            | | Presidente-interino Assimi Goïta | | Primeiro-ministro-interino Choguel Kokalla Maïga                                                 |
| Malta                           | | Presidente Myriam Spiteri Debono | | Primeiro-ministro Robert Abela                                                                   |
| Marrocos                        | | Rei Maomé VI | | Chefe do Governo Aziz Akhannouch                                                                 |
| Maurícia                        | | Presidente Dharam Gokhool | | Primeiro-ministro Navin Ramgoolam                                                                |
| Mauritânia                      | | Presidente Mohamed Ould Ghazouani | | Primeiro-ministro Mokhtar Ould Djay                                                              |
| México                          | | Presidente Claudia Sheinbaum | Presidente Claudia Sheinbaum | Presidente Claudia Sheinbaum                                                                     |
| Myanmar                         | | Presidente da Comissão de Segurança e Paz do Estado Min Aung Hlaing | Presidente da Comissão de Segurança e Paz do Estado Min Aung Hlaing | Presidente da Comissão de Segurança e Paz do Estado Min Aung Hlaing                              |
| Myanmar                         | | Presidente interino Min Aung Hlaing | | Primeiro-ministro Nyo Saw                                                                        |
| Micronésia                      | | Presidente Wesley Simina | Presidente Wesley Simina | Presidente Wesley Simina                                                                         |
| Moçambique                      | | Presidente Daniel Chapo | | Primeira-ministra Maria Benvinda Levy                                                            |
| Moldávia                        | | Presidente Maia Sandu | | Primeiro-ministro Dorin Recean                                                                   |
| Mónaco                          | | Príncipe-soberano Alberto II | | Ministro de Estado Christophe Mirmand                                                            |
| Mongólia                        | | Presidente Ukhnaagiin Khürelsükh | | Primeiro-ministro Gombojavyn Zandanshatar                                                        |
| Montenegro                      | | Presidente Jakov Milatović | | Presidente do Governo Milojko Spajić                                                             |
| Namíbia                         | | Presidente Netumbo Nandi-Ndaitwah | | Primeiro-ministro Elijah Ngurare                                                                 |
| Nauru                           | | Presidente David Adeang | Presidente David Adeang | Presidente David Adeang                                                                          |
| Nepal                           | | Presidente Ram Chandra Poudel | | Primeiro-ministro Khadga Prasad Oli                                                              |
| Nicarágua                       | | Co-Presidentes Daniel Ortega e Rosario Murillo | Co-Presidentes Daniel Ortega e Rosario Murillo | Co-Presidentes Daniel Ortega e Rosario Murillo                                                   |
| Níger                           | | Presidente do Conselho Nacional para a Salvaguarda da Pátria Abdourahamane Tchiani | Presidente do Conselho Nacional para a Salvaguarda da Pátria Abdourahamane Tchiani | Presidente do Conselho Nacional para a Salvaguarda da Pátria Abdourahamane Tchiani               |
| Nigéria                         | | Presidente Bola Tinubu | Presidente Bola Tinubu | Presidente Bola Tinubu                                                                           |
| Noruega                         | | Rei Haroldo V | | Ministro de Estado Jonas Gahr Støre                                                              |
| Nova Zelândia                   | | Rei Carlos III Governadora-geral Dame Cindy Kiro | | Primeiro-ministro Christopher Luxon                                                              |
| Omã                             | | Sultão Haitham bin Tariq | Sultão Haitham bin Tariq | Sultão Haitham bin Tariq                                                                         |
| Países Baixos                   | | Rei Guilherme Alexandre | | Ministro-presidente Dick Schoof                                                                  |
| Palau                           | | Presidente Surangel Whipps Jr. | Presidente Surangel Whipps Jr. | Presidente Surangel Whipps Jr.                                                                   |
| Palestina                       | | Presidente Mahmoud Abbas | | Primeiro-ministro Mohammad Mustafa                                                               |
| Panamá                          | | Presidente José Raúl Mulino | Presidente José Raúl Mulino | Presidente José Raúl Mulino                                                                      |
| Papua-Nova Guiné                | | Rei Carlos III Governador-geral Sir Bob Dadae | | Primeiro-ministro James Marape                                                                   |
| Paquistão                       | | Presidente Asif Ali Zardari | | Primeiro-Ministro Shehbaz Sharif                                                                 |
| Paraguai                        | 70x | Presidente Santiago Peña | Presidente Santiago Peña | Presidente Santiago Peña                                                                         |
| Peru                            | | Presidente Dina Boluarte | | Presidente do Conselho de Ministros Eduardo Arana Ysa                                            |
| Polónia                         | | Presidente Karol Nawrocki | | Presidente do Conselho de Ministros Donald Tusk                                                  |
| Portugal                        | | Presidente Marcelo Rebelo de Sousa | | Primeiro-ministro Luís Montenegro                                                                |
| Quênia                          | | Presidente William Ruto | Presidente William Ruto | Presidente William Ruto                                                                          |
| Quirguistão                     | | Presidente Sadyr Japarov | | Presidente do Gabinete de Ministros Adylbek Kasymaliev                                           |
| Kiribati                        | | Presidente Taneti Maamau | Presidente Taneti Maamau | Presidente Taneti Maamau                                                                         |
| Reino Unido                     | | Rei Carlos III | | Primeiro-ministro Keir Starmer                                                                   |
| Roménia                         | | Presidente Nicușor Dan | | Primeiro-ministro Ilie Bolojan                                                                   |
| Ruanda                          | | Presidente Paul Kagame | | Primeiro-ministro Édouard Ngirente                                                               |
| Rússia                          | | Presidente Vladimir Putin | | Presidente do Governo Mikhail Mishustin                                                          |
| Samoa                           | | O le Ao o le Malo Va'aletoa Sualauvi II | | Primeira-ministra Fiamē Naomi Mataʻafa                                                           |
| Santa Lúcia                     | | Rei Carlos III Governador-geral-interino Sir Errol Charles | | Primeiro-ministro Philip Pierre                                                                  |
| São Cristóvão e Neves           | | Rei Carlos III Governadora-geral Dame Marcella Liburd | | Primeiro-ministro Terrance Drew                                                                  |
| San Marino                      | | Capitão-regente Italo Righi Capitã-regente Denise Bronzetti | | Secretário de Relações Exteriores Luca Beccari                                                   |
| São Tomé e Príncipe             | | Presidente Carlos Vila Nova | | Primeiro-ministro Américo Ramos                                                                  |
| São Vicente e Granadinas        | | Rei Carlos III Governador-geral Dame Susan Dougan | | Primeiro-ministro Ralph Gonsalves                                                                |
| Seicheles                       | | Presidente Wavel Ramkalawan | Presidente Wavel Ramkalawan | Presidente Wavel Ramkalawan                                                                      |
| Senegal                         | | Presidente Bassirou Diomaye | | Primeiro-ministro Ousmane Sonko                                                                  |
| Sri Lanka                       | | Presidente Anura Kumara Dissanayaka | | Primeira-ministra Harini Amarasuriya                                                             |
| Serra Leoa                      | | Presidente Julius Maada Bio | | Ministro-chefe David Moinina Sengeh                                                              |
| Sérvia                          | | Presidente Aleksandar Vučić | | Primeiro-Ministro Đuro Macut                                                                     |
| Singapura                       | | Presidente Tharman Shanmugaratnam | | Primeiro-ministro Lawrence Wong                                                                  |
| Síria                           | | Presidente Ahmed al-Sharaa | Presidente Ahmed al-Sharaa | Presidente Ahmed al-Sharaa                                                                       |
| Somália                         | | Presidente Hassan Sheikh Mohamud | | Primeiro-ministro Hamza Abdi Barre                                                               |
| Sudão                           | | Conselho Soberano do Sudão | | Primeiro-ministro interino Osman Hussein                                                         |
| Sudão                           | Presidente do Conselho de Soberania de Transição Abdel Fattah al-Burhan | | | Primeiro-ministro interino Osman Hussein                                                         |
| Sudão                           | Outros membros: | | | Primeiro-ministro interino Osman Hussein                                                         |
| Sudão do Sul                    | | Presidente Salva Kiir Mayardit | Presidente Salva Kiir Mayardit | Presidente Salva Kiir Mayardit                                                                   |
| Suécia                          | | Rei Carlos XVI Gustavo | | Ministro de Estado Ulf Kristersson                                                               |
| Suíça                           | | Conselho Federal | Conselho Federal | Conselho Federal                                                                                 |
| Suíça                           | Membros: | | |                                                                                                  |
| Suriname                        | | Presidente Jennifer Geerlings-Simons | Presidente Jennifer Geerlings-Simons | Presidente Jennifer Geerlings-Simons                                                             |
| Tailândia                       | | Rei Rama X | | Primeiro-ministro interino Phumtham Wechayachai                                                  |
| Tajiquistão                     | | Presidente Emomali Rahmon | | Primeiro-ministro Kokhir Rasulzoda                                                               |
| Tanzânia                        | | Presidente Samia Suluhu | | Primeiro-ministro Kassim Majaliwa                                                                |
| Timor-Leste                     | | Presidente José Ramos-Horta | | Primeiro-ministro Xanana Gusmão                                                                  |
| Togo                            | | Presidente Jean-Lucien Savi de Tové | | Presidente do Conselho de Ministros Faure Gnassingbé                                             |
| Tonga                           | | Rei Tupou VI | | Primeiro-ministro ʻAisake Eke                                                                    |
| Trinidad e Tobago               | | Presidente Christine Kangaloo | | Primeira-ministra Kamla Persad-Bissessar                                                         |
| Tunísia                         | | Presidente Kaïs Saïed | | Chefe de Governo Sarra Zaafarani                                                                 |
| Turquemenistão                  | | Presidente do Conselho Popular Gurbanguly Berdimuhamedow | Presidente do Conselho Popular Gurbanguly Berdimuhamedow | Presidente do Conselho Popular Gurbanguly Berdimuhamedow                                         |
| Turquemenistão                  | Presidente Serdar Berdimuhamedow | | |                                                                                                  |
| Turquia                         | | Presidente Recep Tayyip Erdoğan | Presidente Recep Tayyip Erdoğan | Presidente Recep Tayyip Erdoğan                                                                  |
| Tuvalu                          | | Rei Carlos III Governador-geral Sir Tofiga Vaevalu Falani | | Primeiro-ministro Feleti Teo                                                                     |
| Ucrânia                         | | Presidente Volodymyr Zelensky | | Primeira-ministra Yulia Svyrydenko                                                               |
| Uganda                          | | Presidente Yoweri Museveni | | Primeira-ministra Robinah Nabbanja                                                               |
| Uruguai                         | | Presidente Yamandú Orsi | Presidente Yamandú Orsi | Presidente Yamandú Orsi                                                                          |
| Uzbequistão                     | | Presidente Shavkat Mirziyoyev | | Primeiro-ministro Abdulla Aripov                                                                 |
| Vanuatu                         | | Presidente Nikenike Vurobaravu | | Primeiro-ministro Jotham Napat                                                                   |
| Vaticano                        | | Soberano Leão XIV | | Presidente do Governatorato do Vaticano Irmã Raffaella Petrini                                   |
| Venezuela                       | | Presidente Nicolás Maduro | Presidente Nicolás Maduro | Presidente Nicolás Maduro                                                                        |
| Vietname                        | | Secretário-geral do Partido Comunista Tô Lâm | Secretário-geral do Partido Comunista Tô Lâm | Secretário-geral do Partido Comunista Tô Lâm                                                     |
| Vietname                        | | Presidente Lương Cường | | Primeiro-ministro Phạm Minh Chính                                                                |
| Zâmbia                          | | Presidente Hakainde Hichilema | Presidente Hakainde Hichilema | Presidente Hakainde Hichilema                                                                    |
| Zimbabwe                        | | Presidente Emmerson Mnangagwa | Presidente Emmerson Mnangagwa | Presidente Emmerson Mnangagwa                                                                    |

## Estados reconhecidos por pelo menos um membro das Nações Unidas
| Estado                      | Chefe de estado | Chefe de estado                                              | Chefe de governo | Chefe de governo                            |
| --------------------------- | --------------- | ------------------------------------------------------------ | ---------------- | ------------------------------------------- |
| Abecásia                    | 50pc            | Presidente Badra Gunba                                       |                  | Primeiro ministro Vladimir Delba            |
| República da China (Taiwan) | 50pc            | Presidente Lai Ching-Te                                      | 50pc             | Presidente do Yuan Executivo Cho Jung-tai   |
| Chipre do Norte             |                 | Presidente Ersin Tatar                                       |                  | Primeiro-ministro Ünal Üstel                |
| Kosovo                      |                 | Presidente Vjosa Osmani                                      |                  | Primeiro-ministro Albin Kurti               |
| Ilhas Cook                  |                 | Rei Carlos III Representante do Rei Sir Tom Marsters         |                  | Primeiro-ministro Mark Brown                |
| Niuê                        |                 | Rei Carlos III Governadora-geral Dama Cindy Kiro             |                  | Primeiro-ministro Dalton Tagelagi           |
| Ossétia do Sul              |                 | Presidente Alan Gagloyev                                     |                  | Primeiro-ministro Konstantin Djussoev       |
| Saara Ocidental             |                 | Secretário-geral da Frente Polisário Presidente Brahim Ghali |                  | Primeiro-ministro Bouchraya Hammoudi Bayoun |

## Estados não reconhecidos por nenhum membro das Nações Unidas
Esta lista contém os líderes de entidades geopolíticas às quais lhes faltam reconhecimento internacional. O grau de controlo que estas entidades mantém sob o seu território pode variar.
| Estado         | Reivindicado por | Chefe de estado                         | Chefe de governo                        |
| -------------- | ---------------- | --------------------------------------- | --------------------------------------- |
| Artsaque       | Azerbaijão       | Presidente Arayik Harutyunyan           | Presidente Arayik Harutyunyan           |
| Somalilândia   | Somália          | Presidente Abdirahman Mohamed Abdullahi | Presidente Abdirahman Mohamed Abdullahi |
| Transdniéstria | Moldávia         | Presidente Vadim Krasnoselsky           | Primeiro-ministro Aleksandr Rozenberg   |

## Outros governos em oposição
Listam-se também governos alternativos em situações de guerra civil, em oposição a governos reconhecidos internacionalmente.
| Governo                           | Reivindicado por | Chefe de Estado                                           | Chefe de governo |
| --------------------------------- | ---------------- | --------------------------------------------------------- | --- |
| República Islâmica do Afeganistão | Afeganistão      | Presidente Amrullah Saleh                                 | Presidente Amrullah Saleh |
| Conselho de Coordenação           | Bielorrússia     | Presidente-eleita Sviatlana Tsikhanouskaya                | Presidência do Conselho: Svetlana Alexievich, Sergei Dylevsky, Maria Kolesnikova, Olga Kovalkova, Pavel Latushko, Liliya Vlasova e Maxim Znak |
| Conselho Político Supremo         | Iémen            | Presidente do Conselho Mahdi al-Mashat                    | Primeiro-ministro Abdel-Aziz bin Habtour |
| Câmara dos Representantes         | Líbia            | Presidente do Câmara dos Representantes Aguila Saleh Issa | Primeiro-ministro Abdullah al-Thani |
| Governo de Unidade Nacional       | Mianmar          | Presidente Duwa Lashi La                                  | Primeiro-ministro Mahn Win Khaing Than |
| Governo Interino Sírio            | Síria            | Presidente Salem al-Meslet                                | Primeiro-ministro Abdurrahman Mustafa |
| Plataforma Unitária Democrática   | Venezuela        | Presidente Edmundo González                               | Presidente Edmundo González |

## Outras entidades
| Entidade                          | Chefe de Estado                                                  | Chefe de governo                                     |
| --------------------------------- | ---------------------------------------------------------------- | ---------------------------------------------------- |
| Ordem Soberana e Militar de Malta | Grão-mestre da Ordem dos Cavaleiros de Malta John Timothy Dunlap‎ | Grão-Chanceler Riccardo Paternò di Montecupo         |
| União Europeia                    | Presidente do Conselho Europeu António Costa                     | Presidente da Comissão Europeia Ursula von der Leyen |